# Médaille pour la prise de Budapest
 (signalé en juillet 2025).
Si vous disposez d'ouvrages ou d'articles de référence ou si vous connaissez des sites web de qualité traitant du thème abordé ici, merci de compléter l'article en donnant les références utiles à sa vérifiabilité et en les liant à la section « Notes et références ».
- Archive Wikiwix
- Bing
- Cairn
- DuckDuckGo
- E. Universalis
- Gallica
- Google
- G. Books
- G. News
- G. Scholar
- Persée
- Qwant
- (zh) Baidu
- (ru) Yandex
- (wd) trouver des œuvres sur Wikidata

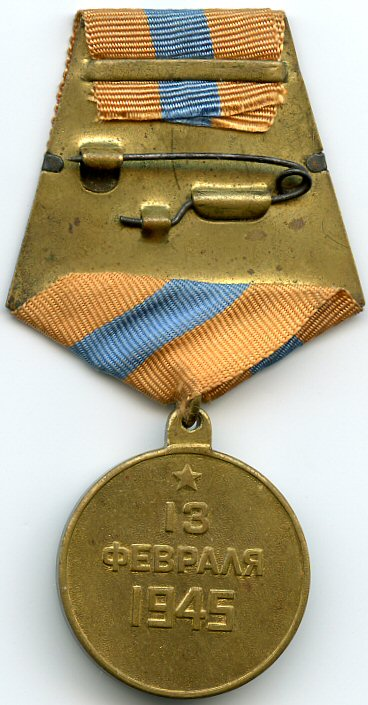
Revers de la médaille pour la prise de Budapest

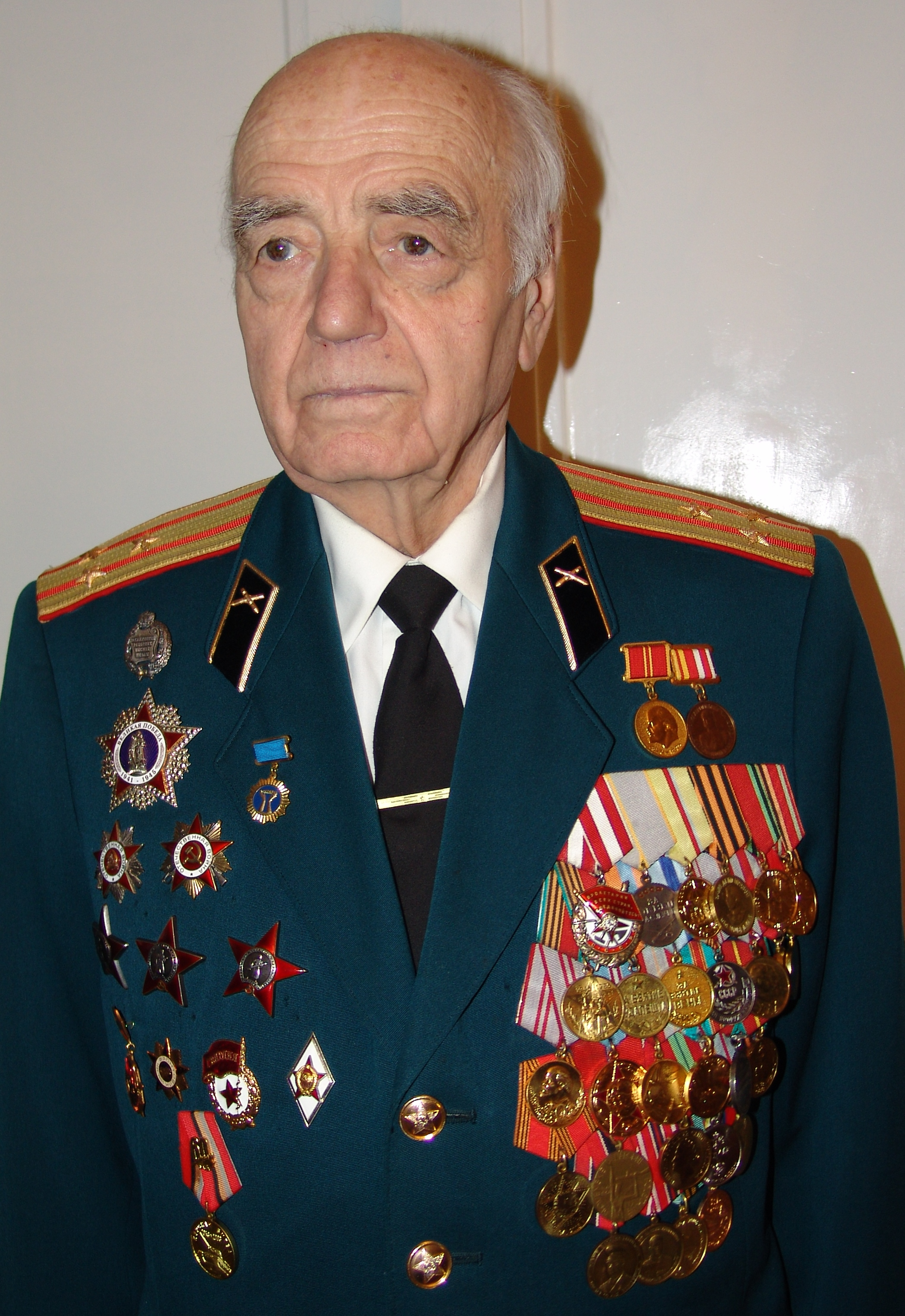
Colonel Ivan Ladyga, un des récipiendaires de la médaille pour la prise de Budapest

La médaille pour la prise de Budapest (en russe : Медаль «За взятие Будапешта») est une médaille commémorative des campagnes de l'Union soviétique durant la Seconde Guerre mondiale. Elle fut créée le 9 juin 1945, par décret du Præsidium du Soviet suprême de l'URSS, pour satisfaire à la demande du Commissariat du peuple à la défense de l'Union soviétique en vue de récompenser les participants à la bataille de Budapest, opération de conquête de la ville qui s'est déroulée sur trois mois durant l'hiver 1944-1945. Le statut de la médaille a été modifié le 18 juillet 1980 par décret du Présidium du Soviet suprême de l'URSS n° 2523-X.